# Tour du Valat
Das Forschungszentrum Station Biologique de la Tour du Valat liegt in einer der bedeutendsten Feuchtzonen Frankreichs. Die unabhängige Organisation wurde 1954 von Luc Hoffmann gegründet und 1976 als gemeinnützige Stiftung, deren Ziel ist es, über ihre Arbeit hinsichtlich des Schutzes der Feuchtzonen im Mittelmeerraum zu informieren und den Erhalt dieser Zonen aktiv zu fördern, anerkannt. Die Forschungsstation im Naturschutzgebiet der Camargue in der Stadt Arles ist für die Öffentlichkeit nur einmal im Jahr geöffnet – am Tag der offenen Tür im Januar. Während der restlichen Zeit ist der Zutritt Wissenschaftlern vorbehalten.

## Entstehung
Für Luc Hofmann war die Entdeckung der Camargue eine Offenbarung und er beschloss, sich für den Schutz dieses außergewöhnlichen Ökosystems einzusetzen, das Millionen von Vögeln als Nistplatz dient. Im Jahr 1954 baute Luc Hoffmann gemeinsam mit dem Centre National de Recherche Scientifique (CNRS) und der Société Nationale de Protection de la Nature die Forschungsstation von Tour du Valat auf. Die Aufgabe dieser privaten Einrichtung im Herzen des späteren Parc Naturel Régional de Camargue, den er 1970 zu gründen half und jahrelang leitete, besteht im Studium und Schutz dieses bemerkenswerten Schwemmlandes im Mündungsgebiet der Rhone. Luc Hoffmann war ein frühes Mitglied der International Union for Conservation of Nature. Er initiierte 1958 eine Standardisierung von Wasservogelzählungen und war bestrebt eine Verzeichnung von Feuchtgebieten herbeizuführen, das MAR-Projekt, das 1971 in Form der sogenannten Ramsar-Konvention (Übereinkommen über Feuchtgebiete, insbesondere als Lebensraum für Wasser- und Watvögel, von internationaler Bedeutung) konkrete Gestalt annahm.